# Upplands runinskrifter 181
Upplands runinskrifter 181 är en runsten vid Össeby-Garns socken och Vallentuna kommun i Uppland. Den står bredvid U 180 utanför kyrkogårdsmuren vid Össeby-Garns kyrka. Stenen är 1,95 meter hög och har en största bredd på 1 meter.

## Inskriften

### Inskriften i runor[3]
ᛅᛋᚴᚢᛏᛁᚱ᛫ᚢᚴ᛫ᛋᚢᛅᛁᚾ᛫ᛁᚴᛁᚠᛅᛋᛏᚱ᛫ᚢᚴ᛫ᛁᚴᛁᛒᛁᛅᚱᚾ᛫ᚢᚴ᛫ᛏᚢᛏᚱ (skadad topp av stenen)
ᛅᛁᚾ᛫ᛁᚠᛏᛁᛦ᛫ᛅᛋᛏ᛫᛫ᚠᛅᚦᚢᚱ᛫ᛋᛁᚾ
ᛁᚾ᛫ᚢᛒᛁᛦ᛫ᚱᛁᛋᛏᛁ᛫ᚱᚢᚾ

### Inskriften i translitterering
askutir uk suain ikifastr uk ikibiarn uk tutr (skadad topp av stenen)
ain iftiR ast fadur sin
in ubiR risti run

### Inskriften i översättning[4]
I översättningen på tavlan kallas runmästaren för Öper, i runorna lämnade han dock sin vanliga signatur ubir.
"Åsgot och Sven, Ingefast och Ingebjörn och
döttrarna ... stenen efter Est, sin fader.
Och Öper ristade runorna."

### Inskriften i översättning

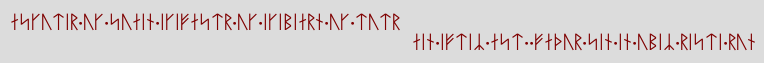
Runslingan på U 181